# Браян Пейдж
Браян Пейдж (англ. Brian Page; нар. 8 травня 1966) — колишній американський тенісист.
Найвищу одиночну позицію світового рейтингу — 352 місце досяг 12 червня 1989, парну — 113 місце — 18 червня 1990 року.
Найвищим досягненням на турнірах Великого шолома було 2 коло в парному розряді.

## Фінали Туру ATP за кар'єру

### Парний розряд: 1 (0–1)
| Результат | W/L | Рік  | Турнір       | Покриття | Партнер       | Суперники              | Рахунок  |
| --------- | --- | ---- | ------------ | -------- | ------------- | ---------------------- | -------- |
| Поразка   | 0–1 | 1990 | Орландо, США | Тверде   | Альфонсо Мора | Скотт Девіс Девід Пейт | 3–6, 5–7 |

## Титули на челленджерах

### Парний розряд: (1)
| Ранг | Рік  | Турнір              | Покриття | Партнер           | Суперники               | Рахунок       |
| ---- | ---- | ------------------- | -------- | ----------------- | ----------------------- | ------------- |
| 1.   | 1989 | Джакарта, Індонезія | Тверде   | Міхня Йон-Нестасе | Ніл Борвік Стів Ферлонґ | 3–6, 6–3, 7–6 |